# Aganosma lacei
Aganosma lacei là một loài thực vật có hoa trong họ La bố ma. Loài này được Raizada mô tả khoa học đầu tiên năm 1942.